# Kelly Griffin
Kelly Griffin (7 de novembro de 1986) é uma jogadora de rugby sevens estadunidense.

## Carreira
Kelly Griffin integrou o elenco da Seleção Estadunidense Feminina de Rugbi de Sevens, na Rio 2016, que foi 5º colocada.